# Lis (clan)
Lis (ook: Lisy, Lisowie, Bzura, Mzura, Murza, Strempacz, Orzi-Orzi, Vulpis) was een Poolse heraldische clan (ród herbowy) van middeleeuws Polen en later het Pools-Litouwse Gemenebest. Lis betekent in het Pools vos. De oudste vermelding van de clan is een zegel uit 1306 op een document van Wladislaus de Korte. Lis was een van de heraldische clans die in de vroege middeleeuwen tot de magnaten van Polen behoorden. Er lijkt een verband te zijn tussen de verdwijning van de familienaam Lis na 1368 en de opkomst van de clan.
De historicus Tadeusz Gajl heeft 443 Poolse Lis-clanfamilies geïdentificeerd.

## Telgen
De clan bracht de volgende bekende telgen voort:
- Sapieha
  - Paweł Jan Sapieha, Hetman
  - Lew Sapieha, staatsman en Hetman
  - Aleksander Sapieha, staatsman en Hetman
  - Jan Sapieha de Oude, Hetman
  - Józef Sapieha, bisschop
  - Kazimierz Sapieha, staatsman en een van de grondleggers van de Poolse Grondwet van 3 mei 1791
  - Prins Adam Stefan Sapieha, kardinaal en senator
- Stanisław Chomętowski, Hetman
- Jan Michałowicz z Urzędowa, beeldhouwer en architect
- Szymon Rudnicki, bisschop
- Ferdynand Ruszczyc, schilder
- Fulko van Krakau, bisschop

## Varianten op het wapen van Lis

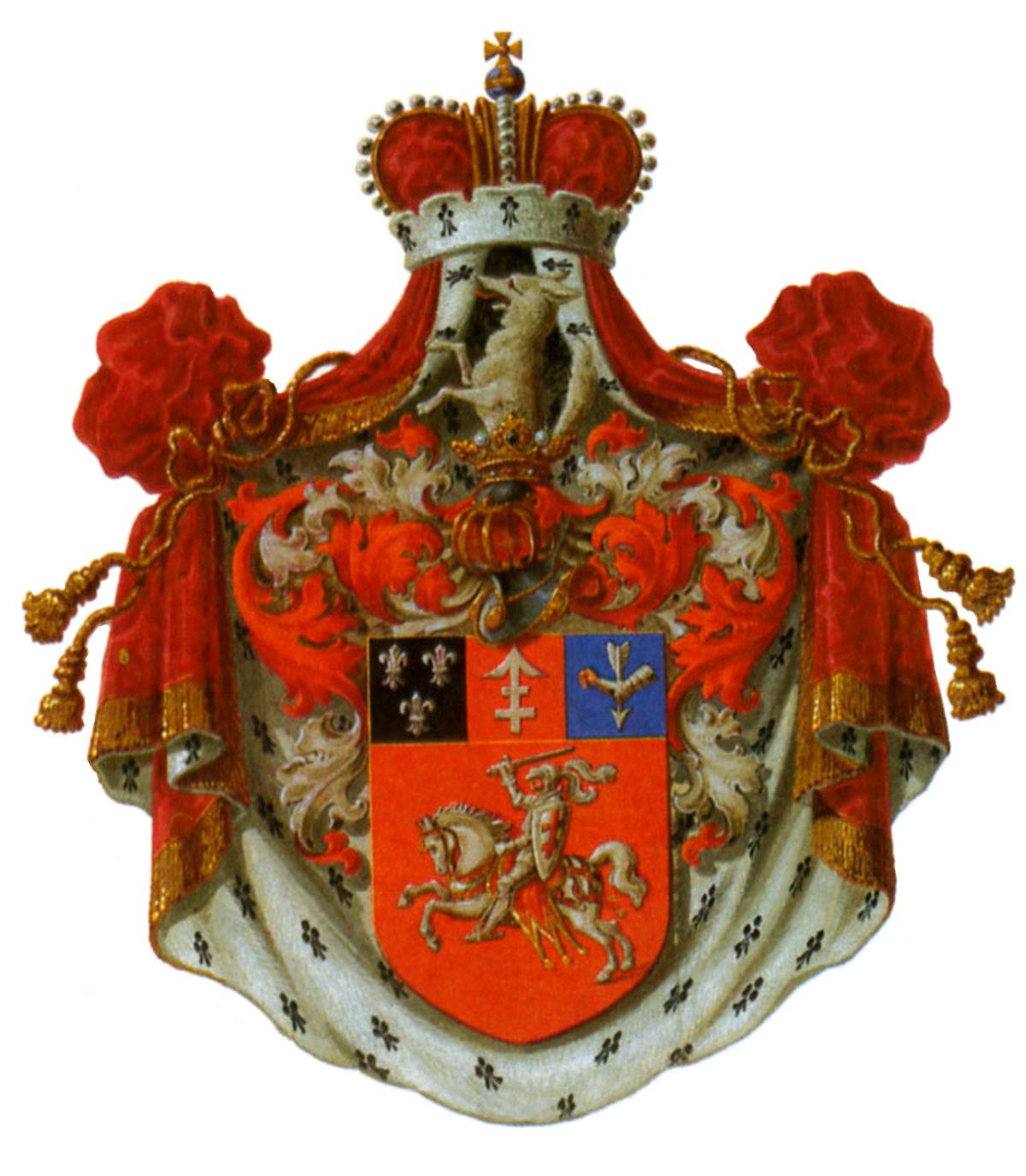
Wapen van Sapieha
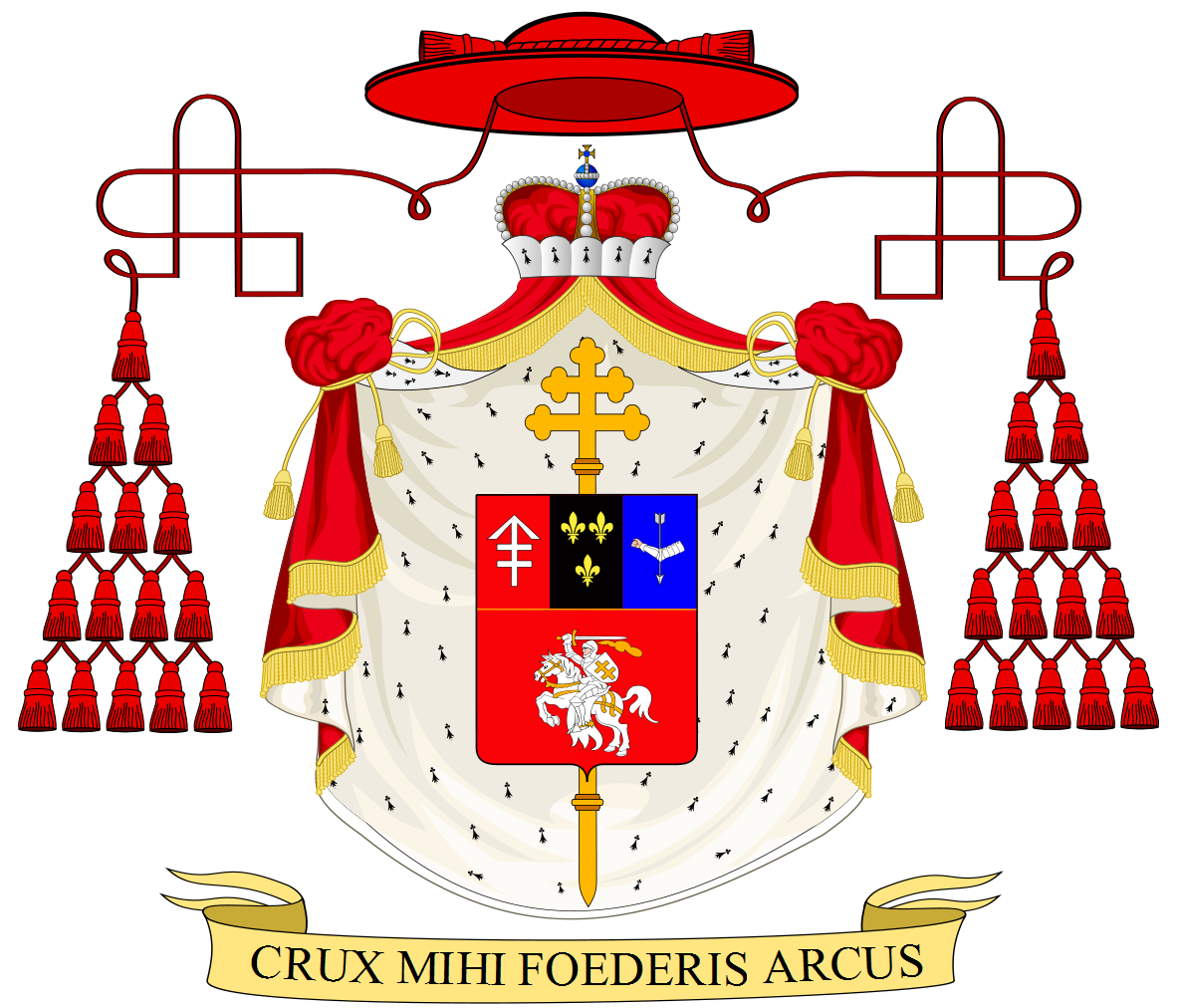
Wapen van kardinaal Adam Sapieha
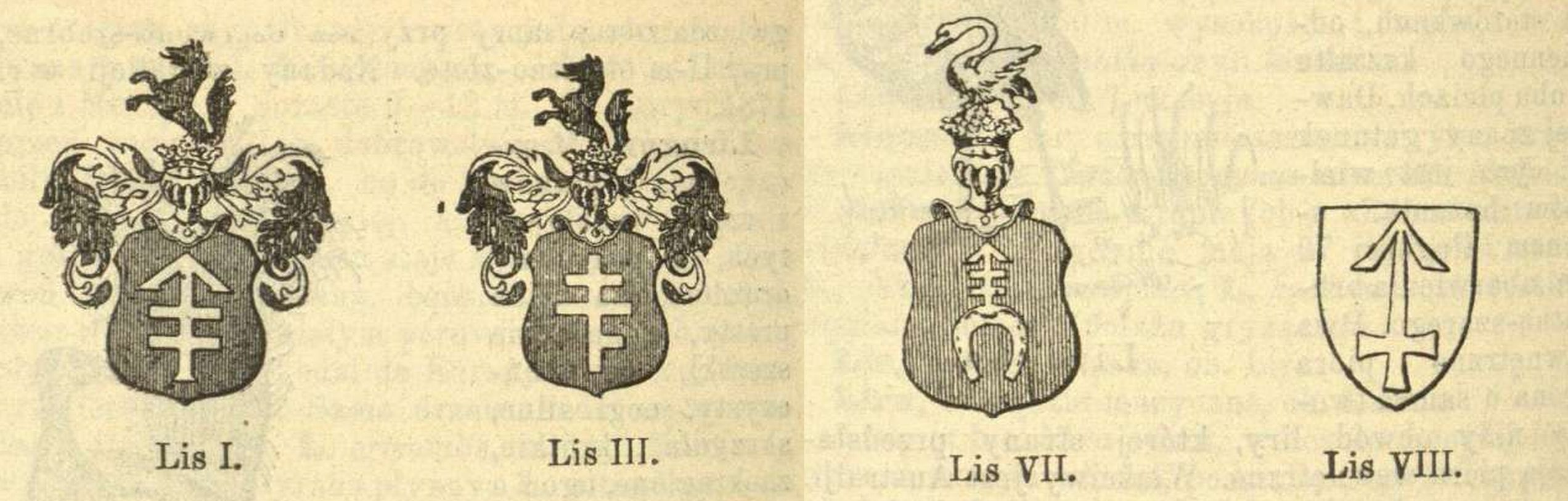
Variaties Lis